# Puerta de Plastunka
La Puerta de Plastunka (en ruso: Пласту́нские воро́та, Plastúnskiye vorota) o Garganta de Plastunka (en ruso: Пластунские ущелье, Plastúnskiye ushchelie) es un cañón entre montañas, en el valle del río Sochi. Pertenece administrativamente al territorio de la unidad municipal de la ciudad-balneario de Sochi, en el krai de Krasnodar del sur de Rusia.
Forma la frontera entre el microdistrito Trudá del distrito Central y el seló Plastunka del distrito de Josta de la unidad municipal. Por la garganta pasa la carretera de Sochi a Plastunka, que al sur de la garganta es la calle Plastúnskaya de Sochi, y al norte es la calle Dzhaparidze de Plastunka. En el área meridional del desfiladero se construyó una fábrica de materiales de construcción Kombinat stroitelnij materialov en época soviética, que dio nombre al microdistrito de Trudá, conocido popularmente como KMS por las iniciales de la fábrica.
Tanto su nombre como el del seló homónimo provienen del nombre de la unidad de exploradores cosacos, plastún.

## El desfiladero en la historia

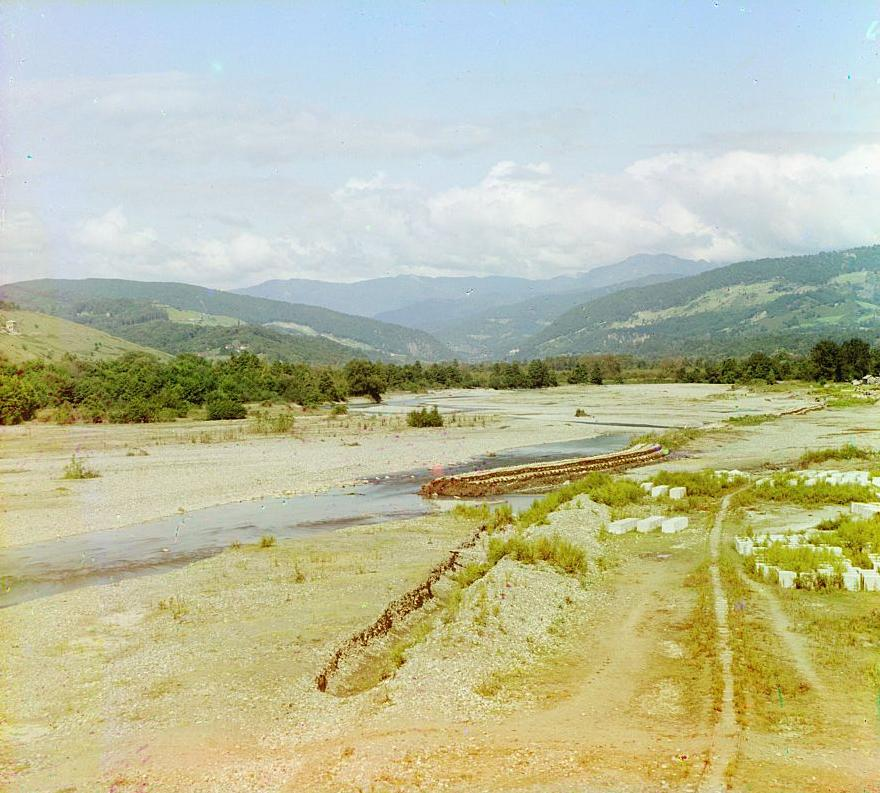
La Puerta de Plastunka en una fotografía de Serguéi Prokudin-Gorski de 1912.

En abril de 1919, durante la Guerra civil rusa, los guerrilleros bolcheviques vencieron en los combates por la Puerta de Plastunka a los soldados de Denikin. Iósif Stalin, tras visitar Sochi en verano de 1935 ordenó la construcción de una central hidroeléctrica sobre el río Sochi. En marzo de 1936 el Consejo de Comisarios del Pueblo destinó 9 millones de rublos para la construcción de la central en el desfiladero en un plazo de dos años. Los estudios geológicos demostraron que el coste de los trabajos era dos veces más caro que lo presupuestado. Aleksandr Meteliov, viendo las dificultades del proyecto, apeló a Mijaíl Kalinin, pidiendo que la construcción se pusiera en manos del Comisariado del Pueblo para la Industria Pesada de la URSS (Narkomtiazprom). Kalinin se negó a financiar el proyecto, entregando la construcción a la empresa estatal Glavguidroenergostrói, que se encargó de la construcción hasta 1938, invirtiendo 11 millones de rublos. Poco después se detenían los trabajos ante los bajos índices tecnológicos y la ausencia de medios. En compensación, se diseñó una nueva central sobre el río Mzymta